# 2108
Cette page concerne l'année 2108  du calendrier grégorien.
L'année 2108 est une année bissextile qui commence un dimanche.

## Autres calendriers
L’année 2108 du calendrier grégorien correspond aux dates suivantes :
- Calendrier hébraïque : 5868 / 5869 (le 1er tishri 5869 a lieu le 6 septembre 2108[1])
- Calendrier indien : 2029 / 2030 (le 1er chaitra 2030 a lieu le 21 mars 2108[1])
- Calendrier musulman : 1532 / 1533 (le 1er mouharram 1533 a lieu le 5 décembre 2108[1])
- Calendrier persan : 1486 / 1487 (le 1er farvardin 1487 a lieu le 21 mars 2108[1])
  - Jours juliens : 2 490 990,5 à 2 491 356,5[2],[1]